# Leptochilus alpestris
Leptochilus alpestris ist ein Hautflügler aus der Familie der Faltenwespen (Vespidae).

## Merkmale
Die Tiere erreichen eine Körperlänge von etwa sieben Millimetern. Der Endrand des zweiten Tergits besitzt keine längliche Gruben oder grobe Punkte, was die Art von der ähnlichen Leptochilus regulus unterscheidet, die grobe Längsgruben auf diesem Endrand aufweist. Die beiden ersten Tergite tragen eine weiße Endbinde. 

## Vorkommen
Die Art kommt im Mittelmeerraum vor, ihre nördliche Verbreitungsgrenze verläuft durch den Südwesten Deutschlands. Sie besiedelt Halbtrockenrasen und Hänge mit Muschelkalk. Die Tiere fliegen in einer Generation von Anfang Juni bis Ende August. Die Art ist in Mitteleuropa selten und kommt nur lokal vor. 

## Lebensweise
Das Nest wird in leeren Schneckenhäusern, insbesondere von Märzenschnecken (Zebrina detrita) und denen der Gattung Helicella angelegt. Die Brut wird wahrscheinlich mit Raupen von Wicklern (Tortricidae) versorgt. Die Imagines ernähren sich von Nektar, insbesondere von der Färberkamille (Anthemis tinctoria).